# طاووسک‌های بیشه‌ای
طاووسک‌های بیشه‌ای یا طاووسک‌های بوته‌ای یا طاووسک‌های تیره (نام علمی: Amaurornis) یک سرده از پرندگان از خانواده یلوه است. گونه‌های این سرده معمولاً طاووسک‌های بوته‌ای نامیده می‌شوند. یک زیرتبار تک‌نماد، Amaurornithina، برای این سرده پیشنهاد شد.
سردهٔ Amaurornis توسط طبیعت‌شناس آلمانی لودویگ رایشنباخ در سال ۱۸۵۳ با طاووسک بیشه‌ای ساده (Amaurornis olivacea) به عنوان گونه نماد ساخته شد. این نام از واژه یونانی amauros به معنی "تیره و تاریک" یا "قهوه‌ای" و ornis به معنای "پرنده (مرغ)" گرفته شده است.
یلوه بی‌پرواز گینه نو گاهی در این سرده قرار می‌گرفت، اما اغلب به‌عنوان یک سردهٔ تک‌نماد متمایز Megacrex نگه داشته می‌شد. اولین کلادیستیک مطالعات از یلوه‌ها، بر اساس مورفولوژی، به شدت پیشنهاد کرد که به عنوان Amaurornis به‌طور سنتی تک تبار نیست و چندین گونه قرار داده شده در اینجا، در واقع crakes کوچکی هستند که به‌طور سنتی در سردهٔ Porzana قرار داده شده‌اند. این پس از آن توسط داده‌های مولکولی تأیید شد. با این حال، این گونه‌های نسبتاً کوچک احتمالاً نزدیک به اعضای بزرگ Porzana، و برای ایجاد دوباره سردهٔ قدیمی Zapornia هشدار می‌دهند.
این سرده شامل پنج گونه است:
| نگاره | نام علمی                | نام رایج                                                           | پراکندگی                                                              |
| ----- | ----------------------- | ------------------------------------------------------------------ | --------------------------------------------------------------------- |
|       | Amaurornis phoenicurus  | طاووسک سینه‌سفید                                                    | آسیای استوایی از شرق پاکستان تا اندونزی                               |
|       | Amaurornis olivacea     | طاووسک بیشه‌ای ساده یا طاووسک بیشه‌ای فیلیپینی                       | فیلیپین                                                               |
|       | Amaurornis magnirostris | طاووسک بیشه‌ای تالود                                                | جزایر تالاود، اندونزی                                                 |
|       | Amaurornis isabellina   | طاووسک بیشه‌ای ایزابلینا                                            | سولاوسی                                                               |
|       | Amaurornis moluccana    | طاووسک بیشه‌ای رنگ‌پریده، مرغ بوته‌ای با دم پررنگ یا مرغ آبی دم پررنگ | استرالیا، جزایر مولوکان، گینه نو، مجمع الجزایر بیسمارک و جزایر سلیمان |